# Manuel De Sabattini
Manuel De Sabattini o Manuel De Sabatini (Madrid, 7 de abril de 1917-Bogotá, 8 de agosto de 2009) fue un director y actor de cine, teatro y televisión español con carrera en Argentina.

## Carrera
Italiano de origen y español de nacimiento, Manuel De Sabattini fue hijo de los artistas Manuel Benito Arroyo y Adelaida Sabattini. Reconocido primer actor cómico de destacada trascendencia durante las décadas de 1960 y 1970, tuvo su momento de popularidad en Argentina; aunque sus inicios en la profesión se desarrolló en Madrid, España.
En teatro conformó junto con la actriz española Pepita Martín la Compañía Española de Alta Comedia. junto con ella brilló en la pantalla chica con Dos Osvaldos en el camino, emitido por Canal 9 y en otros ciclos por Canal 7. Juntos fueron considerados los precursores del teatro en televisión antes que Osvaldo Pacheco o Darío Víttori, la primera pareja de actores en llevar todo el teatro nacional e internacional con mucho vestuario y escenografía, utilizando una lengua castiza y clara.
Por su popular compañía teatral pasaron artistas reconocidos como Elda Dessel, Ignacio Quirós, María Concepción César, Rodolfo Onetto Graciela Pal, Gloria Leyland y Marta Ecco, entre muchos otros.
En cine se inició con el film Tres alcobas de 1962. Al año siguiente se lo vio en la comedia Placeres conyugales protagonizada por Luis Sandrini y Ana María Campoy. Se despide en 1970 con Pasión Dominguera junto con Jorge Porcel, Luis Tasca y Fidel Pintos.
Se aleja de Argentina en 1970 para volver a principios de la década de 1990, cuando se presentó en el Teatro Astral en una comedia junto con Alfredo Barbieri, Jorge Barreiro y Adriana Aguirre.

## Vida privada
Estuvo casado con la primera actriz española Pepita Martín, con la que trabajó tanto en cine, en teatro como en la televisión. Luego se une en matrimonio con la actriz Gloría Soto, con quien tuvo a su hijo, Manuel De Sabattini Jr.

## Fallecimiento
El actor español Manuel de Sabattini murió el 8 de agosto de 2009 por causas naturales a los 92 años en Bogotá, donde residió los últimos años de su vida.

## Filmografía
- 1962: Tres alcobas
- 1963: Placeres conyugales
- 1970: Pasión dominguera

## Televisión
- Dos Osvaldos en el camino
- Teatro de humor
- Teatro Martín-Sabatini
- Teatro en su casa, bajo las órdenes de Emilio Ariño
- Manuel De Sabattini presenta

## Teatro
Como director:
- 1953: Brigada 21
- 1954: La mujer x
- 1954: El proceso de Mary Dugan
- 1954: El gato y el canario
- 1954: Cárcel de silencio

Como director y actor:
- La caraba
- Los extremeños se tocan
- 1957: La vida de cada cual
- 1960: Usted puede ser un asesino
- 1963: La pulga en la oreja
- 1965: La sexy y el inocente
- 1965: Bueno y el gallinero
- 1968: Yo no soy James Bond
- 1968: ¡Una noche movidita!
- 1968: La decente, con María Concepción César, Ignacio Quirós y Olinda Bozán
- 1968: Dos viudos en apuros
- 1969: Mi marido es un peligro